# Artur Mroczka
Artur Mroczka (ur. 2 listopada 1989 w Grudziądzu) – polski żużlowiec.
Licencję żużlową zdobył w 2006. Jest wychowankiem klubu GTŻ Grudziądz, w barwach którego startował od początku kariery do końca sezonu 2010 po którym zmienia klub na ekstraligową Stal Gorzów. Dwukrotnie zdobył tytuły drużynowego mistrza świata juniorów (Holsted 2008, Gorzów Wielkopolski 2009), jest również indywidualnym mistrzem Europy juniorów (Stralsund 2008). Trzykrotnie startował w finałach młodzieżowych indywidualnych mistrzostw Polski (Rzeszów 2007 – XII m., Rybnik 2008 – VIII m., Leszno 2009 – VII m.). W 2008 zwyciężył w rozegranym w Gdańsku turnieju o "Brązowy Kask", natomiast w 2009 zajął w Częstochowie VII m. w finale "Srebrnego Kasku".

## Osiągnięcia

### Starty wGrand Prix(indywidualnych mistrzostwach świata na żużlu)

#### Punkty w poszczególnych zawodachGrand Prix
| Sezon 2010         |                       |                  |                      |                   |                                |                          |                        |                       |                      |                       |         |         |         |         |         |         |         |         |         |         |         |         |         |         |         |        |        |        |        |        |        |        |        |        |        |        |        |        |        |        |        |        |        |        |        |        |
| GP Europy – Leszno | GP Szwecji – Göteborg | GP Czech – Praga | GP Danii – Kopenhaga | GP Polski – Toruń | GP Wielkiej Brytanii – Cardiff | GP Skandynawii – Målilla | GP Chorwacji – Gorican | GP Nordyckie – Vojens | GP Włoch – Terenzano | GP Polski – Bydgoszcz | miejsce | miejsce | miejsce | miejsce | miejsce | miejsce | miejsce | miejsce | miejsce | miejsce | miejsce | miejsce | miejsce | miejsce | miejsce | punkty | punkty | punkty | punkty | punkty | punkty | punkty | punkty | punkty | punkty | punkty | punkty | punkty | punkty | punkty | punkty | punkty | punkty | punkty | punkty | punkty |
| –                  | –                     | –                | –                    | 0                 | –                              | –                        | –                      | –                     | –                    | 1                     | 27      | 27      | 27      | 27      | 27      | 27      | 27      | 27      | 27      | 27      | 27      | 27      | 27      | 27      | 27      | 1      | 1      | 1      | 1      | 1      | 1      | 1      | 1      | 1      | 1      | 1      | 1      | 1      | 1      | 1      | 1      | 1      | 1      | 1      | 1      | 1      |

| Statystyki        | Statystyki |
| ----------------- | ---------- |
| Starty            | 2          |
| Zwycięstwa        | 0          |
| Miejsca na podium | 0          |
| Finalista         | 0          |
| Punkty            | 1          |

### Drużynowe mistrzostwa świata juniorów
| Dzień       | Rok  | Drużyna | Miejscowość         | Miejsce | Skład | Punkty  | Biegi         | Zwycięzca |
| ----------- | ---- | ------- | ------------------- | ------- | ----- | ------- | ------------- | --------- |
| 21 września | 2008 | Polska  | Holsted             | 1.      | [ a ] | 9 (40)  | (u,1,3,2,3)   | —         |
| 5 września  | 2009 | Polska  | Gorzów Wielkopolski | 1.      | [ b ] | 11 (57) | (2,3,3,1,2)   | —         |
| 5 września  | 2010 | Polska  | Rye House           | 3.      | [ c ] | 8 (35)  | (t,2,1,2,1,2) | Dania     |

### Drużynowe mistrzostwa Polski
| Sezon | Klub                           | Miejsce | Średnia biegowa | Liga       | Zwycięzca ligi                               | Mistrz Polski                |
| ----- | ------------------------------ | ------- | --------------- | ---------- | -------------------------------------------- | ---------------------------- |
| 2006  | GTŻ Grudziądz                  | 6.      | 1,250           | I liga     | ZKŻ Kronopol Zielona Góra                    | Atlas Wrocław                |
| 2007  | GTŻ Grudziądz                  | 6.      | 1,094           | I liga     | Stal Gorzów                                  | Unia Leszno                  |
| 2008  | GTŻ Grudziądz                  | 7.      | 1,407           | I liga     | Polonia Bydgoszcz                            | Unibax Toruń                 |
| 2009  | GTŻ Grudziądz                  | 7.      | 1,441           | I liga     | Unia Tarnów                                  | Falubaz Zielona Góra         |
| 2010  | GTŻ Grudziądz                  | 5.      | 1,716           | I liga     | Marma Hadykówka Rzeszów                      | Unia Leszno                  |
| 2011  | Caelum Stal Gorzów Wlkp.       | 3.      | 1,114           | Ekstraliga | Stelmet Falubaz Zielona Góra                 | Stelmet Falubaz Zielona Góra |
| 2012  | Stal Gorzów Wlkp.              | 2.      | NS              | Ekstraliga | Azoty Tauron Tarnów                          | Azoty Tauron Tarnów          |
| 2013  | Renault Zdunek Wybrzeże Gdańsk | 1.      | 2,011           | I liga     | —                                            | Stelmet Falubaz Zielona Góra |
| 2014  | Renault Zdunek Wybrzeże Gdańsk | 8.      | 1,224           | Ekstraliga | Stal Gorzów Wielkopolski                     | Stal Gorzów Wielkopolski     |
| 2015  | Unia Tarnów                    | 3.      | 1,447           | Ekstraliga | Fogo Unia Leszno                             | Fogo Unia Leszno             |
| 2016  | Get Well Toruń                 | 2.      | 0,667           | Ekstraliga | Stal Gorzów Wielkopolski                     | Stal Gorzów Wielkopolski     |
| 2017  | Grupa Azoty Unia Tarnów        | 1.      | 2,197           | I liga     | —                                            | Fogo Unia Leszno             |
| 2018  | Grupa Azoty Unia Tarnów        | 8.      | 1,136           | Ekstraliga | Fogo Unia Leszno                             | Fogo Unia Leszno             |
| 2019  | Unia Tarnów                    | 4.      | 1,500           | I liga     | ROW Rybnik                                   | Fogo Unia Leszno             |
| 2020  | Unia Tarnów                    | 5.      | 1,581           | I liga     | eWinner Apator Toruń                         | Fogo Unia Leszno             |
| 2021  | Unia Tarnów                    | 8.      | 1,333           | I liga     | Arged Malesa TŻ Ostrovia Ostrów Wielkopolski | Betard Sparta Wrocław        |
| 2022  | ŻKS Polonia Piła               | 7.      | 1,937           | II liga    | SpecHouse PSŻ Poznań                         | Motor Lublin                 |
| 2023  | PKS Polonia Piła               | 6.      | 1,608           | II liga    | Texom Stal Rzeszów                           | Motor Lublin                 |

### Indywidualne mistrzostwa Polski
| Dzień          | Rok  | Klub                           | Miejscowość         | Miejsce                    | Punkty                     | Biegi                      | Zwycięzca          |
| -------------- | ---- | ------------------------------ | ------------------- | -------------------------- | -------------------------- | -------------------------- | ------------------ |
| 15 sierpnia    | 2007 | GTŻ Grudziądz                  | Wrocław             | 11. miejsce w ćwierćfinale | 11. miejsce w ćwierćfinale | 11. miejsce w ćwierćfinale | Rune Holta         |
| 9 sierpnia     | 2008 | GTŻ Grudziądz                  | Leszno              | 9. miejsce w ćwierćfinale  | 9. miejsce w ćwierćfinale  | 9. miejsce w ćwierćfinale  | Adam Skórnicki     |
| 25 lipca       | 2009 | GTŻ Grudziądz                  | Toruń               | 9. miejsce w ćwierćfinale  | 9. miejsce w ćwierćfinale  | 9. miejsce w ćwierćfinale  | Tomasz Gollob      |
| 3 września     | 2011 | Caelum Stal Gorzów Wlkp.       | Leszno              | 8. miejsce w ćwierćfinale  | 8. miejsce w ćwierćfinale  | 8. miejsce w ćwierćfinale  | Jarosław Hampel    |
| 6 października | 2013 | Renault Zdunek Wybrzeże Gdańsk | Tarnów              | 15.                        | 2                          | (1,0,0,t,1)                | Janusz Kołodziej   |
| 14 sierpnia    | 2014 | Renault Zdunek Wybrzeże Gdańsk | Zielona Góra        | 13. miejsce w ćwierćfinale | 13. miejsce w ćwierćfinale | 13. miejsce w ćwierćfinale | Krzysztof Kasprzak |
| 5 lipca        | 2015 | Unia Tarnów                    | Gorzów Wielkopolski | 9. miejsce w półfinale     | 9. miejsce w półfinale     | 9. miejsce w półfinale     | Maciej Janowski    |
| 1 lipca        | 2016 | Get Well Toruń                 | Leszno              | 9. miejsce w półfinale     | 9. miejsce w półfinale     | 9. miejsce w półfinale     | Patryk Dudek       |
| 2 lipca        | 2017 | Grupa Azoty Unia Tarnów        | Gorzów Wielkopolski | 10. miejsce w półfinale    | 10. miejsce w półfinale    | 10. miejsce w półfinale    | Szymon Woźniak     |
| 4 sierpnia     | 2018 | Grupa Azoty Unia Tarnów        | Leszno              | 10. miejsce w ćwierćfinale | 10. miejsce w ćwierćfinale | 10. miejsce w ćwierćfinale | Piotr Pawlicki     |
| 11 lipca       | 2021 | Unia Tarnów                    | Leszno              | 15. miejsce w ćwierćfinale | 15. miejsce w ćwierćfinale | 15. miejsce w ćwierćfinale | Bartosz Zmarzlik   |

### Indywidualne mistrzostwa świata juniorów
| Dzień              | Rok  | Klub          | Miejscowość                 | Miejsce                 | Punkty                  | Biegi                   | Zwycięzca  |
| ------------------ | ---- | ------------- | --------------------------- | ----------------------- | ----------------------- | ----------------------- | ---------- |
| 3 października     | 2009 | GTŻ Grudziądz | Goričan                     | 16. miejsce w półfinale | 16. miejsce w półfinale | 16. miejsce w półfinale | Darcy Ward |
| 17.07, 14.08, 2.10 | 2010 | GTŻ Grudziądz | Gdańsk, Dyneburg, Pardubice | 18.                     | 2                       | (1,1,0), NS, NS         | Darcy Ward |

### Indywidualne mistrzostwa Europy juniorów
| Dzień       | Rok  | Klub          | Miejscowość | Miejsce | Punkty | Biegi       | Zwycięzca |
| ----------- | ---- | ------------- | ----------- | ------- | ------ | ----------- | --------- |
| 20 września | 2008 | GTŻ Grudziądz | Stralsund   | 1.      | 13     | (2,2,3,3,3) | —         |

### MPPK-Mistrzostwa Polski Par Klubowych
| Dzień           | Rok  | Drużyna                        | Miejscowość         | Miejsce | Skład | Punkty    | Biegi             | Zwycięzca             |
| --------------- | ---- | ------------------------------ | ------------------- | ------- | ----- | --------- | ----------------- | --------------------- |
| 30 sierpnia     | 2013 | Renault Zdunek Wybrzeże Gdańsk | Gorzów Wielkopolski | 7.      | [ d ] | 3 (8)     | (2,1,–,0,–,u)     | Unia Tarnów           |
| 12 lipca        | 2015 | Unia Tarnów                    | Leszno              | 3.      | [ e ] | 6 (16)    | (1,0,2*,3)        | Fogo Unia Leszno      |
| 8 kwietnia 2017 | 2016 | Unia Tarnów                    | Rawicz              | 5.      | [ f ] | 0 (15)    | (NS)              | Betard Sparta Wrocław |
| 3 maja          | 2018 | Unia Tarnów                    | Ostrów Wielkopolski | 4.      | [ g ] | 10+2 (18) | (3,2,2*,d,3,0) +2 | Betard Sparta Wrocław |

### Indywidualne międzynarodowe mistrzostwa Ekstraligi
| Dzień       | Rok  | Klub                           | Miejscowość | Miejsce | Punkty | Biegi       | Zwycięzca        |
| ----------- | ---- | ------------------------------ | ----------- | ------- | ------ | ----------- | ---------------- |
| 22 sierpnia | 2014 | Renault Zdunek Wybrzeże Gdańsk | Tarnów      | 17.     | 2      | (0,2,0,w,-) | Emil Sajfutdinow |

### Młodzieżowe indywidualne mistrzostwa Polski
| Dzień       | Rok  | Klub          | Miejscowość | Miejsce | Punkty | Biegi       | Zwycięzca       |
| ----------- | ---- | ------------- | ----------- | ------- | ------ | ----------- | --------------- |
| 2 sierpnia  | 2007 | GTŻ Grudziądz | Rzeszów     | 12.     | 5      | (0,2,t,0,3) | Paweł Hlib      |
| 19 sierpnia | 2008 | GTŻ Grudziądz | Rybnik      | 8.      | 8      | (0,2,2,2,2) | Maciej Janowski |
| 8 sierpnia  | 2009 | GTŻ Grudziądz | Leszno      | 7.      | 9      | (2,1,3,2,1) | Patryk Dudek    |
| 11 września | 2010 | GTŻ Grudziądz | Toruń       | 10.     | 6      | (0,2,1,2,1) | Maciej Janowski |

### Złoty Kask
| Dzień           | Rok  | Klub                           | Miejscowość  | Miejsce                    | Punkty                     | Biegi                      | Zwycięzca           |
| --------------- | ---- | ------------------------------ | ------------ | -------------------------- | -------------------------- | -------------------------- | ------------------- |
| 24 października | 2014 | Renault Zdunek Wybrzeże Gdańsk | Rawicz       | 6. miejsce w eliminacjach  | 6. miejsce w eliminacjach  | 6. miejsce w eliminacjach  | Przemysław Pawlicki |
| 25 kwietnia     | 2016 | Get Well Toruń                 | Tarnów       | 17. miejsce w eliminacjach | 17. miejsce w eliminacjach | 17. miejsce w eliminacjach | Patryk Dudek        |
| 20 kwietnia     | 2017 | Grupa Azoty Unia Tarnów        | Zielona Góra | 17. miejsce w eliminacjach | 17. miejsce w eliminacjach | 17. miejsce w eliminacjach | Przemysław Pawlicki |
| 19 kwietnia     | 2018 | Grupa Azoty Unia Tarnów        | Piła         | 18. miejsce w eliminacjach | 18. miejsce w eliminacjach | 18. miejsce w eliminacjach | Jarosław Hampel     |
| 11 października | 2019 | Unia Tarnów                    | Gdańsk       | 12. miejsce w eliminacjach | 12. miejsce w eliminacjach | 12. miejsce w eliminacjach | Krzysztof Kasprzak  |

### Srebrny Kask
| Dzień           | Rok  | Klub          | Miejscowość | Miejsce                 | Punkty                  | Biegi                   | Zwycięzca           |
| --------------- | ---- | ------------- | ----------- | ----------------------- | ----------------------- | ----------------------- | ------------------- |
| 9 października  | 2007 | GTŻ Grudziądz | Rybnik      | 10.                     | 6                       | (w,0,1,3,2)             | Marcin Jędrzejewski |
| 10 października | 2008 | GTŻ Grudziądz | Rzeszów     | 14. miejsce w półfinale | 14. miejsce w półfinale | 14. miejsce w półfinale | Maciej Janowski     |
| 25 września     | 2009 | GTŻ Grudziądz | Częstochowa | 7.                      | 9                       | (3,1,2,0,3)             | Grzegorz Zengota    |
| 12 sierpnia     | 2010 | GTŻ Grudziądz | Bydgoszcz   | 2.                      | 14                      | (3,3,2,3,3)             | Maciej Janowski     |

### Brązowy Kask
| Dzień       | Rok  | Klub          | Miejscowość         | Miejsce | Punkty | Biegi       | Zwycięzca   |
| ----------- | ---- | ------------- | ------------------- | ------- | ------ | ----------- | ----------- |
| 27 września | 2007 | GTŻ Grudziądz | Gorzów Wielkopolski | 11.     | 6      | (1,2,2,w,1) | Adam Kajoch |
| 26 września | 2008 | GTŻ Grudziądz | Gdańsk              | 1.      | 13     | (3,3,3,1,3) | —           |